# Filmfarsi

ShabajiKahoomPoster.

Filmfarsi (en Persan :فیلمفارسی) est un terme cinématographique utilisé dans la critique du cinéma iranien. Il a été créé par le critique de film iranien Houshang Kavoosi et décrit les films de basse qualité copiés essentiellement du cinéma Bollywood et avec des intrigues pauvres, souvent arrangées avec de la danse et du chant.
La révolution islamique de 1979 marque la fin du genre, décrié comme immoral. L'incendie du cinéma Rex d'Abadan par les islamistes en 1978 est le symbole de la fin du filmfarsi, dont la production ne survivra que de manière clandestine, par le biais de copies sur cassettes VHS.